# Bruce (Misisipi)
Bruce es un pueblo del Condado de Calhoun, Misisipi, Estados Unidos. Según el censo de 2000 tenía una población de 2.097 habitantes.

## Demografía
Según el censo de 2000, había 2.097 personas, 889 hogares y 562 familias residiendo en la localidad. La densidad de población era de 316,3 hab./km². Había 1.005 viviendas con una densidad media de 151,6 viviendas/km². El 53,27% de los habitantes eran blancos, el 44,35% afroamericanos, el 0,52 amerindios, el 0,86% de otras razas y el 1,00% pertenecía a dos o más razas. El 1,19% de la población eran hispanos o latinos de cualquier raza.
Según el censo, de los 889 hogares en el 28,9% había menores de 18 años, el 37,3% pertenecía a parejas casadas, el 22,2% tenía a una mujer como cabeza de familia, y el 36,7% no eran familias. El 34,9% de los hogares estaba compuesto por un único individuo, y el 17,3% pertenecía a alguien mayor de 65 años viviendo solo. El tamaño promedio de los hogares era de 2,32 personas, y el de las familias de 2,98.
La población estaba distribuida en un 27,8% de habitantes menores de 18 años, un 8,2% entre 18 y 24 años, un 25,1% de 25 a 44, un 21,7% de 45 a 64, y un 17,2% de 65 años o mayores. La media de edad era 36 años. Por cada 100 mujeres había 86,7 hombres. Por cada 100 mujeres de 18 años o más, había 79,0 hombres.
Los ingresos medios por hogar en la localidad eran de 20.417 dólares ($), y los ingresos medios por familia eran 31.806 $. Los hombres tenían unos ingresos medios de 34.063 $ frente a los 21.380 $ para las mujeres. La renta per cápita para la ciudad era de 14.233 $. El 29,3% de la población y el 20,1% de las familias estaban por debajo del umbral de pobreza. El 46,6% de los menores de 18 años y el 26,6% de los habitantes de 65 años o más vivían por debajo del umbral de pobreza.

## Geografía
Según la Oficina del Censo de los Estados Unidos, la localidad tiene un área total de 6,6 km², todos ellos correspondientes a tierra firme.